# Елизаветинские ворота

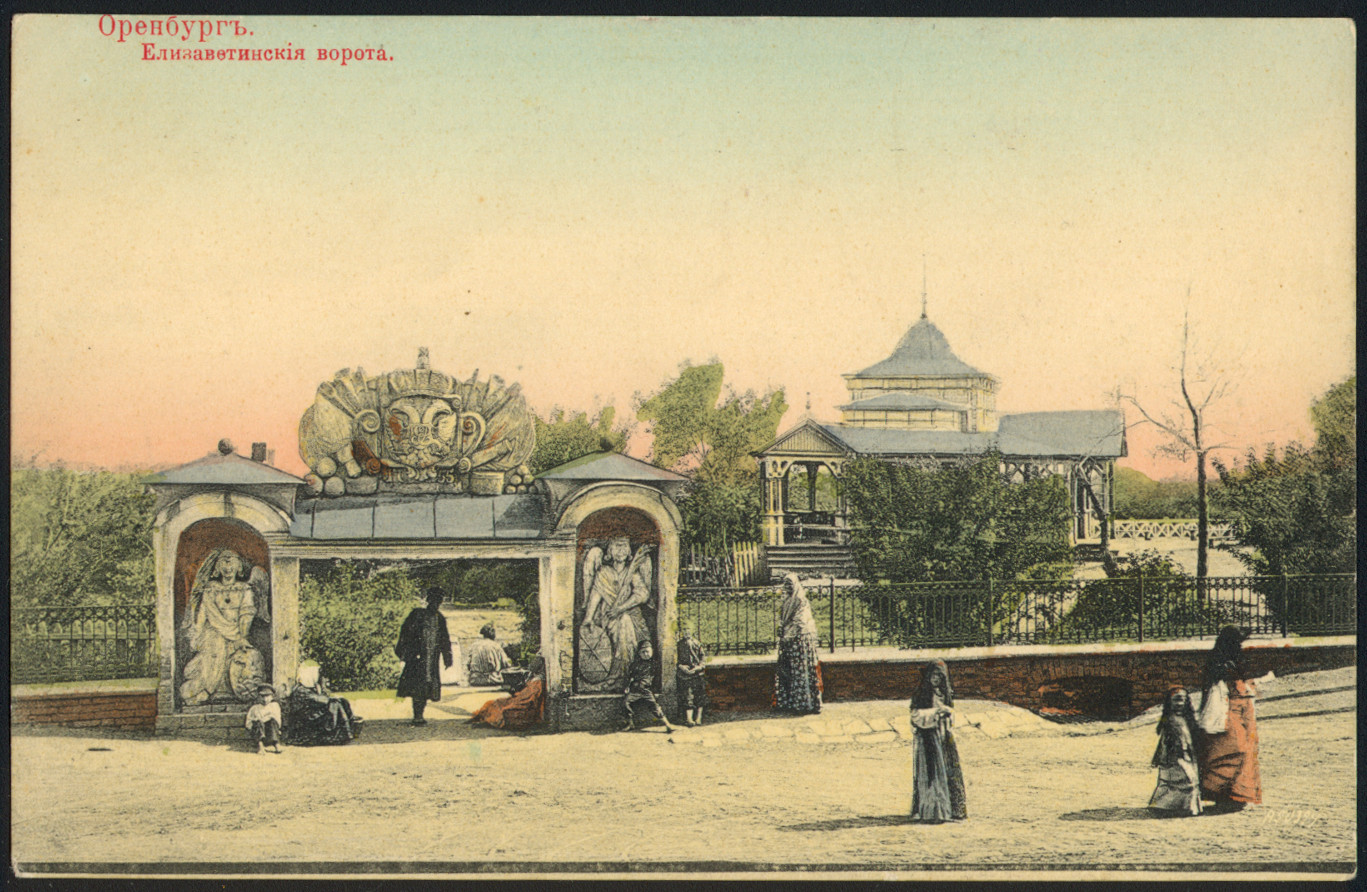
Елизаветинские ворота на открытке 1910 года.

Елизаветинские ворота восстановленный в 2008 году памятник архитектуры. Изначально был установлен в 1757 году в память подавления башкирского восстания 1755—1756 годов против насильственной христианизации в стене Оренбургской крепости. После сноса стен Оренбургской крепости в 1860-х годах ворота перенесли к месту спуска реки Урал. После установления Советской власти был снесен, как символизируюший угнетенение народов и царизм. Восстановлены в 2008 году.

## История
В 1755 году в Оренбургской губернии, населенных башкирами, вспыхивает народное восстание. Губернатор Оренбурга получает приказ быстро и во что бы то ни стало подавить бунт. Своими быстрыми и решительными действиями, губернатор Иван Иванович Неплюев с помощью войска подавил восстание башкир. Сын губернатора доставил императрице Елизавете донесение о случившемся происшествии в Оренбургской губернии. В знак благодарности императрица пожелала установить в Оренбрге ворота в виде Высочайшего подарка.
Обращение ворот в сторону киргиз — касайцкой степи, Казахстана трактовалось как назидание, чтобы каждый приезжавший оттуда кочевник проходил под ними и вспоминал о грозных и решительных действиях в случае бунта. Это связано с тем, что башкиры прятались и получали убежище, укрытие у казахов. В ходе восстания Неплюев полностью разгромил башкир и приютивших их казахов в казахской степи. При этом позднее Оренбургским губернатором была распространена версия о том, что казахи выдали башкир царскому правительству.

## Описание
Елизаветинские ворота представляют собой два каменных столба с нишами, в которых установлены скульптуры с монгольскими (азиатскими) чертами лица, похожие на статуи Кюль-тегина с пальмовыми ветвями и щитами. На деревянной перекладине, соединяющей столбы, располагается барельефный камень белого цвета с боковыми изображениями ружей, знамён, барабанов, секир и прочей воинской атрибутикой того времени. В центре камня — двуглавый орёл с инициалами Императрицы Елизаветы (И.Р.Е.) на гербе Российской империи.
В отличие от Триумфальных ворот, Нарвских ворот и прочих "ворот" России Елизаветинские ворота выполняли свою функцию как ниши в стене для прохода (аналогично Петровским воротам). Единственная часть Оренбургской крепости, которая была восставлена. Также, возможно, единственная конструкция входная группа, которую оставили от разобранных стен в России.